# Tiarella cordifolia
Tiarella cordifolia
Espèce
Synonymes
- Tiarella cordifolia var. cordifolia[2]

Tiarella cordifolia, la tiarelle cordifoliée, est une espèce de plantes à fleurs de la famille des Saxifragaceae. C'est une petite plante herbacée vivace originaire des milieux forestiers nord-américains, où elle produit de magnifiques couvre-sols, mais l’espèce est menacée dans quelques états.

## Liste des variétés et sous-espèces
Selon Tropicos (11 octobre 2021) (Attention liste brute contenant possiblement des synonymes) :
- sous-espèce Tiarella cordifolia subsp. collina Wherry
- variété Tiarella cordifolia var. austrina Lakela
- variété Tiarella cordifolia var. bracteata Farw.
- variété Tiarella cordifolia var. collina Wherry
- variété Tiarella cordifolia var. cordifolia

## Description

### Appareil végétatif

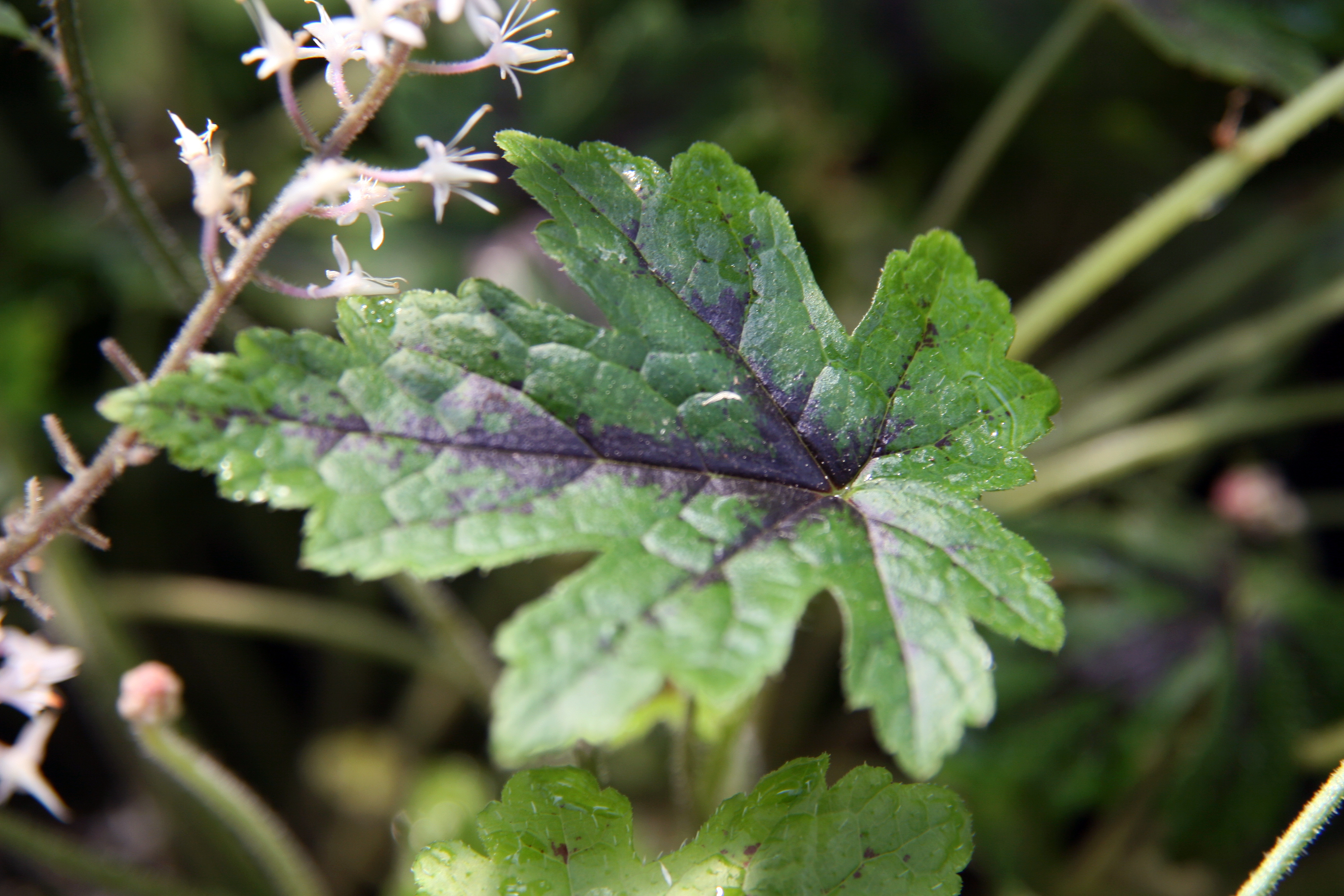
Feuilles.

La tiarelle cordifoliée est une plante herbacée à rhizome. La feuille vert clair, légèrement pubescente, est portée sur un long pétiole. Elle est cordée à la base et possède de trois à cinq lobes inégalement dentés, ce qui lui confère une certaine ressemblance avec l’érable. Elle mesure de 5 à 10 cm de longueur et de 3 à 8 cm de largeur.

### Appareil reproducteur

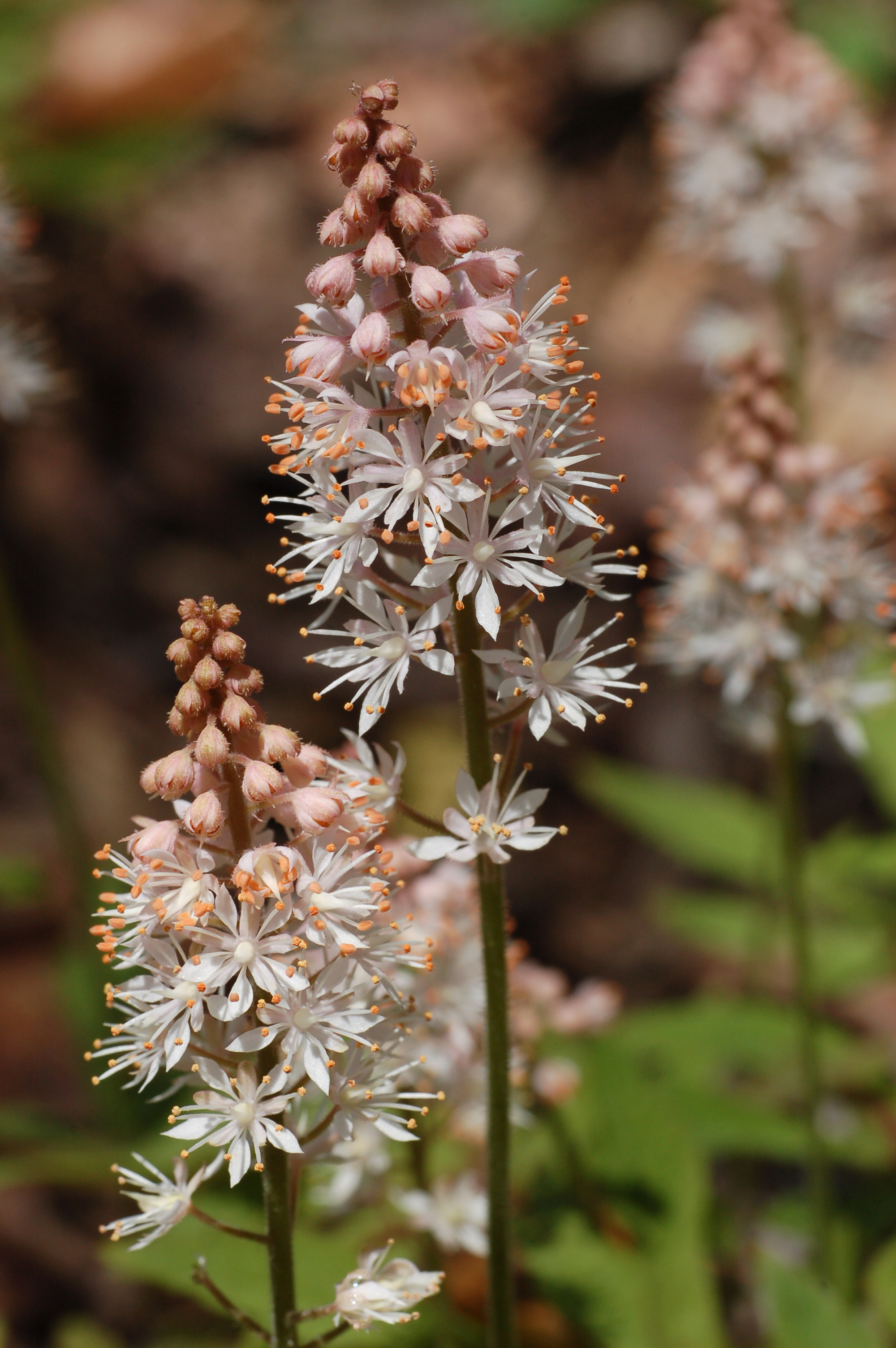
Fleurs.

La floraison très printanière apparaît sur une hampe de 15 à 20 cm de hauteur, grêle et pubescente. Les fleurs, menues, sont blanches et mesurent de 5 à 6 mm de diamètre. Elles sont réunies en une grappe terminale. Le fruit est une capsule membraneuse fléchie ayant la forme d’une tiare (un diadème ou un turban).

## Habitat et distribution
Elle pousse à l'ombre au la mi-ombre, dans un sol fertile, frais et légèrement acide. Elle pousse à l'état sauvage dans les Maritimes, au Québec et en Ontario.